# Maytenus staminosa
Maytenus staminosa är en benvedsväxtart som beskrevs av C.L. Lundell. Maytenus staminosa ingår i släktet Maytenus och familjen Celastraceae. Inga underarter finns listade.